# Spójność grupy
Spójność grupy albo spoistość grupy – w socjologii właściwość grupy społecznej polegająca na tym, że w danej grupie nie występują wyraźnie odróżniające się od całości podgrupy ani kliki.
W grupie spójnej między jej członkami występują silne więzi społeczne, członkowie są też konformistycznie nastawieni wobec istniejących w grupie norm i wartości, co oznacza, że realizują cele grupy względem akceptowanych w grupie wzorów.
Według Roberta Mertona spójność grupy może być wzmacniana lub kreowana na trzy różne sposoby:
- Kreowanie kulturowe spójności grupy następuje dzięki internalizacji przez członków grupy tych samych norm i wartości;
- Kreowanie organizacyjne spójnosci grupy następuje dzięki realizacji celów przez członków grupy w oparciu o współdziałanie poszczególnych jednostek; między współdziałającymi jednostkami zachodzą wówczas częstsze interakcje, co jest przyczyną kształtowania się więzi społecznej między nimi.
- Kreowanie strukturalne spójności grupy następuje dzięki wyobrażeniom zewnętrznego zagrożenia, które może być racjonalne lub irracjonalne, przede wszystkim dzięki istnieniu negatywnej grupy odniesienia i konfliktów międzygrupowych (prawo Simmla-Cosera).

Wraz ze wzrostem spójności grupy wzrasta też stopień kontroli grupy nad jednostkami oraz tendencja do odrzucania dewiacyjnie zachowujących się jednostek. W momencie, gdy poziom spójności wzrasta zbyt mocno, wówczas mogą nastąpić zjawiska społecznie negatywne, takie jak syndrom grupowego myślenia czy zatracenie własnej tożsamości.